# Hans Mokka
Hans Mokka (n. 16 mai 1912, Timișoara – d. 9 ianuarie 1999, Germania), cântăreț de operă, actor, scriitor de limba germană din România.
A publicat și sub pseudonimele Peter Anders și Adalbert Rantschek.

## Biografie
În anul 1926 a obținut bacalaureatul la Liceul Piarist din Timișoara.
Din 1926 până în 1944 a lucrat ca tipograf, după care a efectuat studii muzicale la Timișoara și München. Între anii 1956-1968 fost solist în corul Bach și, în paralel, între anii 1957-68, actor la Teatrul German de Stat din Timișoara.
Primele sale versuri le-a scris în limba maghiară și le-a publicat în anul 1928 în revista școlii. Apoi a început să scrie versuri în limba germană. Acestea au fost cuprinse în două volume, Stille Jugendtage (1938) și Improvisationen (1943).
Mokka a lucrat și la publicațiile de limba germană Temesvarer Zeitung și Banater Schrifttum, dar scrierile sale au apărut în alte ziare germane din România iar traducerile în ziarele maghiare Utunk, Igaz Szó, A Hét, și Előre.
În unele din volume, ca Die Hahnenfeder (1967), Das Traumboot (1971) Traumhansl und Traumlieschen (1985) descrie viața din trecut din orașul său natal, Timișoara.
În anul 1980, cu ocazia sărbătoririi zilei de naștere a Sfântului Gerhard, Hans Mokka a scris versurile pentru un cântec de slavă, pe muzica compusă de Dr. Franz Metz. Refrenul a rămas multă vreme în memoria enoriașilor: Geheiligt sei dein Name, gepriesen deine Tat, du warst der erste Bischof, Sankt Gerhard, im Banat, fiind cântat în mai multe biserici ale Diecezei de Timișoara.
În anul 1988 scrie o poezie în limbile germană și maghiară în amintirea lui Endre Károly.
În anul 1991 a emigrat în Republica Federală Germania și s-a stabilit în orașul Darmstadt.
Din 1948 a fost căsătorit cu scriitoarea Irene Mokka (1915-1973).
Despre Hans Mokka s-a aflat abia după deschiderea arhivelor că făcuse parte din echipele de pază ale lagărului de concentrare din Auschwitz și tot acolo fusese și bibliotecar. A acceptat să devină agent al Securității.

## Scrieri
- Stille Jugendtage, 1938
- Improvisationen, 1943
- Die Hahnenfeder Editura Tineretului, București, 1967
- Traumboot (Luntrea de vis) proză, Editura Kriterion, București, 1971
- Innere Landschaft. Gedichte, Editura Albatros, București, 1985
- Traumhansl und Traumlieschen / Märchen und Volkserzählungen aus Temeswar, Editura Ion Creangă , București, 1985
- Das unerwartete Geschenk. Anekdoten, Editura Kriterion, București, 1987
- Fröchliche flunkereien (carte pentru copii), ilustrații Angi Petrescu-Tiparescu, Editura Ion Creangă, 1989; ISBN 973-25-0109-X
- Promenada amintirilor (traducere de Maria Pongracz), Editura Excelsior, 1992;  ISBN 973-9015-25-5
- Der Stromonkel und das Wassermännlein. (ilustrații M. Muntenescu), Editura Kriterion, București, 1992
- Erlebtes Temeswar: Alttemeswarer Mosaik, Editura Elwert, 1992 ; ISBN 3770809947 (3-7708-0994-7)
- Cadențe timișorene, Editura Excelsior Art;  ISBN 973-9015-62-X
- Umbre sub stele, Editura Excelsior Art; ISBN 973-9015-54-9
- Erlebtes Temeswar. Alttemeswarer Mosaik, Verlag: N. G. Elwert, Marburg, 1992.